# كلود فاولر
كلود فاولر (بالإنجليزية: Claude Fuller)‏ هو عالم حشرات جنوب أفريقي، ولد في 1 أكتوبر 1872، وتوفي في 5 نوفمبر 1928.